# Schwanniomyces castellii
Schwanniomyces castellii är en svampart som beskrevs av Capr. 1957. Schwanniomyces castellii ingår i släktet Schwanniomyces, ordningen Saccharomycetales, klassen Saccharomycetes, divisionen sporsäcksvampar och riket svampar.   Inga underarter finns listade i Catalogue of Life.